# Lotus III: The Ultimate Challenge
Lotus III: The Ultimate Challenge es un videojuego de carreras desarrollado por Magnetic Fields y publicado por Gremlin Graphics en 1992 para las principales plataformas de la época. El juego es la secuela de Lotus Turbo Challenge 2.

## Jugabilidad
Lotus III combinó los aspectos de juego de sus predecesores, permitiendo a los jugadores elegir entre los oponentes de carreras de "Lotus Turbo Challenge" o las contrarreloj de estilo arcade de "Lotus 2". La opción de dos jugadores se mantuvo y la función de selección de música regresa (la banda sonora de Patrick Phelan de Lotus III generó muchos remixes modernos). Lotus III también agregó un tercer automóvil - el concepto Lotus M200 - y permitió al jugador elegir con cuál competir. El juego recicló la mayoría de los gráficos de "Lotus 2", pero agregó varios escenarios nuevos.

## Autos
- Lotus Esprit Turbo SE rossa
- Lotus Elan SE gialla
- Lotus Elan M100 S verde

## Recepción
Electronic Gaming Monthly le dio a la versión de Genesis un 5.4 sobre 10. Ellos felicitaron el sistema de creación de campos, pero dijeron que el juego es "más de lo mismo que el primer juego de Lotus". Computer Gaming World en agosto de 1994 lo calificó con 3.5 estrellas de cinco y el mejor de cuatro juegos de carreras revisados. Si bien recomendó World Circuit para aquellos que desean una simulación de carreras, la revista aprobó el control del automóvil "sorprendentemente realista" y "consistente", la variedad de recorridos, y el diseñador de pistas.